# Alonsoa minor
Alonsoa minor là một loài thực vật có hoa trong họ Huyền sâm. Loài này được Edwin mô tả khoa học đầu tiên năm 1967.